# Маневич-Каплан, Белла Семёновна
Белла Семёновна Маневич-Каплан (Берта Семёновна Каплан; 14 ноября 1922, Киев — 13 июня 2002, Санкт-Петербург, Россия) — советский российский живописец, сценограф, художник кино. Заслуженный художник Российской Федерации (1995).

## Биография
Родилась в Киеве 14 ноября 1922 года. Окончив школу в 1941 году, ушла на фронт медсестрой. В 1950 году окончила ВГИК (по курсу Иосифа Шпинеля и Фёдора Богородского). В 1947 году, будучи студенткой, стала работать ассистентом киностудии «Союздетфильм». В 1950 году начала работать художником работала на Ленфильме.
В 1995 году удостоена звания «Заслуженный художник Российской Федерации», лауреат премии «Ника» за 1998 год.
Муж — художник театра и кино Исаак Михайлович Каплан (в браке с 1949 года). Двое детей.

## Награды и звания
- Премия Британской киноакадемии «За изобразительное решение фильма „Дама с собачкой“» (1961, совместно с И. М. Капланом).
- Заслуженный художник Российской Федерации (25 апреля 1995 года) — за заслуги в области искусства[3].
- Премия «Ника» за лучшую работу художника (фильм «Цветы календулы») (1999).

## Память
30 ноября 2022 года к 100-летнему юбилею в Библиотечном фойе Ленфильма открылась выставка, посвященная творчеству Беллы Маневич.

## Фильмография

### Художник-постановщик
- 1948 — Молодая гвардия — ассистент художника[4]
- 1954 — Тени
- 1955 — Дело Румянцева
- 1955 — Неоконченная повесть
- 1956 — Старик Хоттабыч
- 1958 — Дорогой мой человек
- 1959 — Шинель
- 1960 — Дама с собачкой
- 1960 — Кроткая
- 1961 — Горизонт
- 1963 — День счастья
- 1964 — Зайчик
- 1966 — В городе С.
- 1966 — Три толстяка
- 1969 — Белое солнце пустыни
- 1970 — Салют, Мария!
- 1971 — Красный дипломат
- 1971 — Семь невест ефрейтора Збруева[5]
- 1972 — Здравствуй и прощай
- 1974 — Ксения, любимая жена Фёдора
- 1975 — Старший сын
- 1977 — Женитьба
- 1979 — Отпуск в сентябре
- 1981 — Приключения Шерлока Холмса и доктора Ватсона: Собака Баскервилей
- 1983 — Приключения Шерлока Холмса и доктора Ватсона: Сокровища Агры
- 1982 — Анюта
- 1983 — Уникум
- 1985 — Выйти замуж за капитана
- 1985 — Зимняя вишня
- 1987 — Чаплиниана
- 1990 — Царская охота
- 1995 — Зимняя вишня 3
- 1998 — Цветы календулы
- 2000 — Воспоминания о Шерлоке Холмсе — художник по костюмам
- 2004 — Женский роман
- 2013 — Трудно быть богом